# МиГ-105
МиГ-105.11 е дозвуков аналог на експериментален пилотируем орбитален самолет, разработван от конструкторското бюро на Артьом Иванович Микоян в рамките на съветската програма „Спирала“.

## История на създаването
В края на 1965 г. излиза постановление на ЦК на КПСС и Съвета на министрите на СССР за създаване на Въздушно-орбитална система. Първоначално е планирано извеждането на орбитален самолет с ракета Р-7.
Наземните изпитания започват на 2 декември 1975 година. Изпитанията за скорост, включително и стартиране от самолет-носител Ту-95, са проведени на 13 септември 1978 г.

## Летателно-технически характеристики

### Технически характеристики
- Екипаж: 1
- Дължина: 8 m (8,5 m на дозвуковия аналог)
- Размах на крилете: 7,4 (6,4) m
- Височина: 3,5 m
- Площ на крилете: 24 m²
- Тегло празен: 3500 kg
- Тегло пълен: 4220 kg
- Двигатели: ТРД РД-36-35К
  - Mаксимална тяга: 2350 kgs

### Летателни характеристики
- Максимална скорост на земята: 250-280 km/h
- Максимална скорост: 800 km/h